# Dipropus
Dipropus – rodzaj chrząszcza z rodziny sprężykowatych. Został on stworzony w 1839 przez Germara i obejmował początkowo tylko 3 gatunki z Brazylii: Elater brasilianus Germar, 1824, E. pexus Germar, 1824 i Dicrepidius laticollis Eschscholtz, 1829 Umieszcza się w nim około 150 gatunków. Zamieszkują one Amerykę Północna, Antyle, Amerykę Środkową i Południową Monofiletyzm tego rodzaju jest podważany przez Casari. Nie ulega natomiast wątpliwości monofiletyzm grupy złożonej z gatunków Dipropus pinguis, Dipropus brasilianus i Dipropus factuellus:
|  | Dipropus pinguis                                                             |
|  |                                                                              |
|  | \| \| Dipropus brasilianus \| \| \| \| \| \| Dipropus factuellus \| \| \| \| |
|  |                                                                              |
|  | Dipropus brasilianus                                                         |
|  |                                                                              |
|  | Dipropus factuellus                                                          |
|  |                                                                              |

Łączą je między innymi krótka ostroga na goleniu czy blaszkowaty pierwszy protarsomer